# Aaron Carter

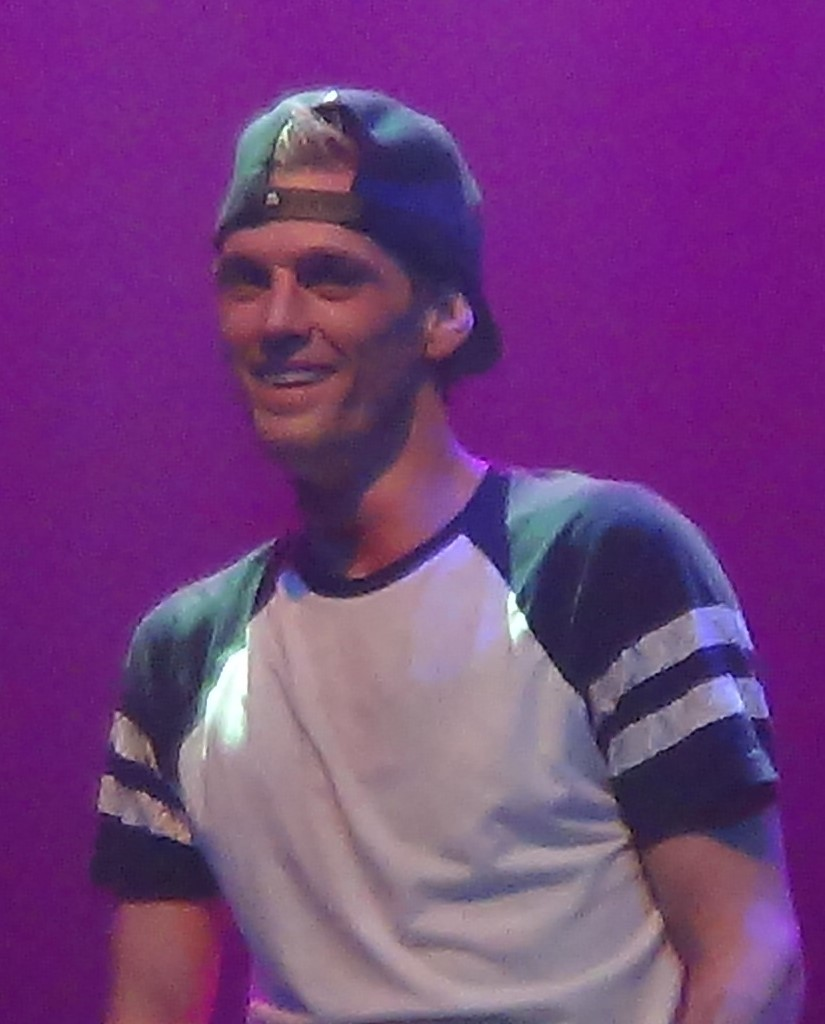
Aaron Carter (2014)

Aaron Charles Carter (* 7. Dezember 1987 in Tampa, Florida; † 5. November 2022 in Lancaster, Kalifornien) war ein US-amerikanischer Popsänger. Mit seinen vier zwischen 1997 und 2002 veröffentlichten Alben war der jüngere Bruder des Backstreet-Boys-Sängers Nick Carter zeitweise ein internationaler Kinder- und Teenie-Star.

## Leben und Wirken

### Herkunft und Schulbildung

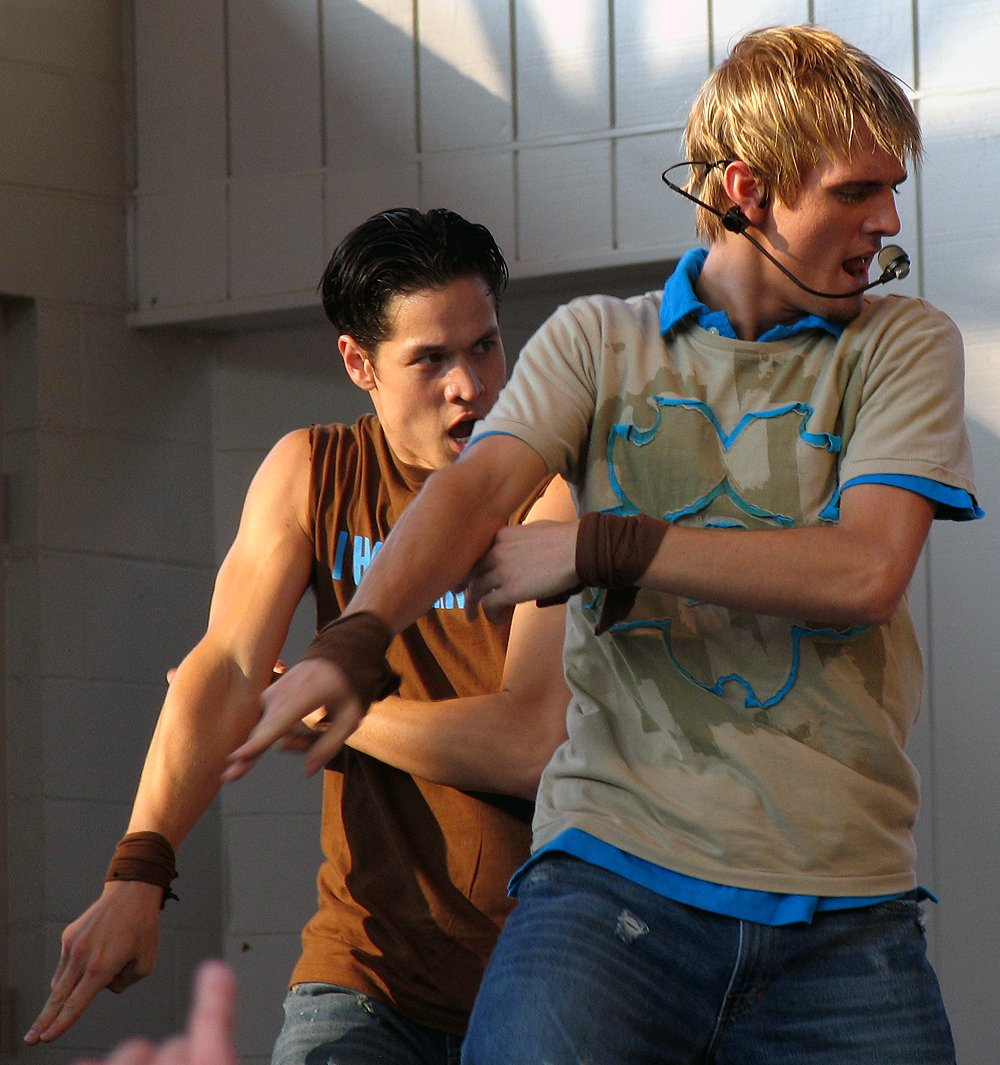
Aaron Carter bei einer Tanz-Performance (2005)

Aaron Carter war der Sohn von Jane Elizabeth und Robert Gene Carter (1952–2017). Die Familie kommt ursprünglich aus Jamestown, New York. Er hatte mehrere Geschwister: seine Zwillingsschwester Angel, den Sänger Nick (Mitglied der Backstreet Boys), sowie die Sängerin Leslie (1986–2012), Bobbie Jean (1982–2023) die Halbschwester Virginia und den Halbbruder Kanden Brent. Er besuchte in Florida die Frank D. Miles Elementary School.

### Karriere
Carter wurde als Kinderstar in den 1990er Jahren mit Teen-Pop-Hits wie Crush On You und Aaron’s Party berühmt. Sein erstes Album veröffentlichte er 1997 im Alter von neun Jahren in Deutschland, als sich sein Bruder Nick dort aufhielt. Das Album war erfolgreich und die Debütsingle Crush On You stieg bis auf Platz fünf der deutschen Single-Charts. Nachdem er zurück in die USA gezogen war, folgten regelmäßige Auftritte bei Nickelodeon und Disney. Während die nachfolgenden Alben Aaron’s Party (Come Get It) (2000) und Oh Aaron (2001) jeweils die Top Ten der US-amerikanischen Album-Charts erreichten, kam das vierte Album Another Earthquake! nicht über Platz 18 hinaus. Mit nachlassendem Erfolg nahm auch Carters Popularität im Verlauf der 2000er-Jahre ab.
Über seine Karriere als Kinderstar meinte er rückblickend: „Das Leben war ziemlich hart. Ich habe viel Trauma, viel Verlust, viel Einsamkeit erlebt. Ich hatte einfach das Gefühl, ich müsste davon ausbrechen.“
2009 nahm Carter an der neunten Staffel der US-Show Dancing with the Stars teil. Ab November 2011 spielte er in dem Off-Broadway-Musical Fantasticks die Rolle des Matt; er beendete sein Engagement am 17. Februar 2013. Anschließend ging er von Februar bis Dezember 2013 auf Comebacktour unter dem Titel „After Party Tour“. In der Zeit gab er 166 Konzerte in Nordamerika. Während dieser Tour etablierte sich ebenfalls das sogenannte „Meet & Greet“, in dem Fans gegen Aufpreis den Sänger persönlich kennenlernen durften. 2014 ging Carter auf „Private Dinner Tour“ durch die Vereinigten Staaten, wobei er seine Fans bei einem Abend- oder Mittagessen kennenlernte und anschließend, je nach Wunsch der anwesenden Fans, ein bis zwei seiner Lieder sang. Da dieses Angebot ebenfalls gut genutzt wurde, ging er anschließend direkt auf Kanada-Tour.

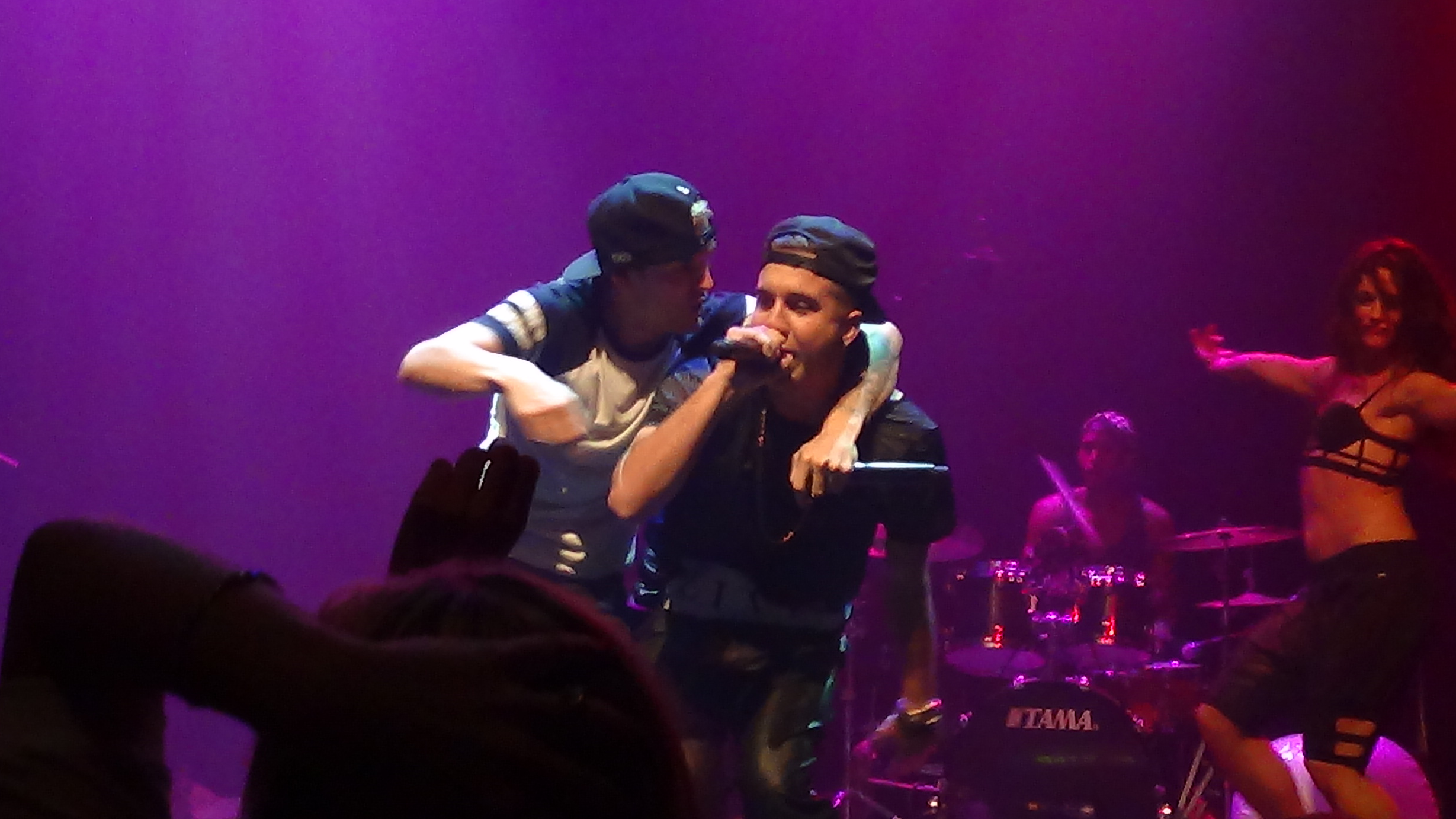
Aaron Carter und Rapper Pat SoLo bei einem Auftritt im Gramercy Theatre in New York, 2014

Ab September 2014 war Carter auf der „Wonderful World Tour“, die ihn durch Nordamerika und bis nach Europa führte, dort gab er unter anderem in London, Berlin, Amsterdam, Solothurn und Barcelona Konzerte. Sein fünftes Studioalbum LøVë blieb 2018 ohne größere Resonanz.
Am 11. Juni 2021 bestritt Carter einen Showboxkampf gegen den ehemaligen NBA-Spieler Lamar Odom. Odom besiegte Carter in der zweiten Runde durch einen Knockout.
2022 strebte er ein Comeback an. Mit seinem Freund, dem Songwriter Mic Garcia, veröffentlichte er am 3. November 2022 den gemeinsamen Song Lately.

### Privatleben und Tod
Carter war von 2001 bis 2002 mit Hilary Duff liiert. Er hatte als Teenager auch eine Liebesbeziehung mit Lindsay Lohan. Als 18-Jähriger war er kurzzeitig mit Playboy-Model Kari Ann Peniche zusammen.
Von 2014 bis 2016 lebte Carter in einer Beziehung mit Lee Marie Karis, danach war er bis 2017 mit Madison Parker zusammen. Im August 2017 outete er sich als bisexuell. Nach eigenen Angaben hatte er in der Vergangenheit ungeschützten Geschlechtsverkehr vollzogen, weswegen er in der US-amerikanischen TV-Show The Doctors durch einen öffentlich durchgeführten HIV-Test seinen Gesundheitsstatus überprüfen lassen wollte. Der HIV-Test erwies sich als negativ, wobei in einem separaten Drogentest Marihuana und Opiate nachgewiesen wurden. In Georgia wurde er 2017 wegen des Verdachts des Fahrens unter dem Einfluss von Marihuana festgenommen, eine Bewährungsstrafe folgte. 2019 erwirkte Carter ein Kontaktverbot gegen seine Ex-Freundin, das russische Model Lina Valentina, da sie damit gedroht haben soll, ihn zu erstechen.
2019 erwirkten seine Geschwister Nick und Angel eine einstweilige Verfügung gegen Carter, wonach er sich mindestens 100 Meter vom brüderlichen Anwesen in Las Vegas fernzuhalten und keinen Kontakt aufzunehmen hatte; vorausgegangen waren demnach Drohungen, Nicks Frau mit ihrem ungeborenen Kind töten zu wollen. Kurz zuvor hatte er in The Doctors über seinen jahrelangen Kampf mit Angststörungen, Schizophrenie, multipler Persönlichkeitsstörung und bipolarer Störung gesprochen.
Im November 2021 wurden Carter und seine Freundin Melanie Martin Eltern eines Sohnes. Carter und Martin führten seit Januar 2020 eine On-off-Beziehung. Nachdem er im September 2022 noch von einer davorliegenden Anzeige wegen häuslicher Gewalt gegen Martin gesprochen hatte, wurden sie drei Tage vor Carters Tod zusammen gesehen.
Am 5. November 2022 wurde Carter im Alter von 34 Jahren von seiner Haushälterin tot in der Badewanne in seinem Haus im kalifornischen Lancaster gefunden, nachdem ein Nachbar die Polizei des Los Angeles County Sheriff’s Department gerufen hatte. Laut Bericht des zuständigen Gerichtsmediziners hatte Carter Difluorethan eingeatmet und Alprazolam eingenommen und war anschließend in der Badewanne ertrunken. Die zuständige Behörde stufte den Drogentod als Unfall ein.
Die Backstreet Boys gedachten seiner am 6. November 2022 bei einem Konzert in London und widmeten ihm einen Song. Carter wurde eingeäschert; die Asche wurde seiner Zwillingsschwester übergeben.

### Politisches Engagement
Bei der US-Präsidentschaftswahl 2020 unterstützte Carter öffentlich den damaligen US-Präsidenten Donald Trump, der für eine zweite Amtszeit kandidierte.

## Diskografie
Studioalben

| Jahr | Titel Musiklabel                                 | Höchstplatzierung, Gesamtwochen, AuszeichnungChartplatzierungen (Jahr, Titel, Musiklabel, Platzierungen, Wochen, Auszeichnungen, Anmerkungen) | Höchstplatzierung, Gesamtwochen, AuszeichnungChartplatzierungen (Jahr, Titel, Musiklabel, Platzierungen, Wochen, Auszeichnungen, Anmerkungen) | Höchstplatzierung, Gesamtwochen, AuszeichnungChartplatzierungen (Jahr, Titel, Musiklabel, Platzierungen, Wochen, Auszeichnungen, Anmerkungen) | Höchstplatzierung, Gesamtwochen, AuszeichnungChartplatzierungen (Jahr, Titel, Musiklabel, Platzierungen, Wochen, Auszeichnungen, Anmerkungen) | Höchstplatzierung, Gesamtwochen, AuszeichnungChartplatzierungen (Jahr, Titel, Musiklabel, Platzierungen, Wochen, Auszeichnungen, Anmerkungen) | Anmerkungen                                                   |
| Jahr | Titel Musiklabel                                 | DE | AT | CH | UK | US | Anmerkungen                                                   |
| ---- | ------------------------------------------------ | --- | --- | --- | --- | --- | ------------------------------------------------------------- |
| 1997 | Aaron Carter Ultrapop Records (ERE)              | DE13 Gold · (31 Wo.)DE | AT17 (14 Wo.)AT | CH16 (20 Wo.)CH | UK12 (9 Wo.)UK | — | Erstveröffentlichung: 28. November 1997 Verkäufe: + 485.000   |
| 2000 | Aaron’s Party (Come Get It) Jive Records (Zomba) | DE82 (1 Wo.)DE | — | — | — | US4 ×3Dreifachplatin · (65 Wo.)US | Erstveröffentlichung: 8. September 2000 Verkäufe: + 3.050.000 |
| 2001 | Oh Aaron Jive Records (Zomba)                    | — | — | — | — | US7 Platin · (32 Wo.)US | Erstveröffentlichung: 7. August 2001 Verkäufe: + 1.000.000    |
| 2002 | Another Earthquake! Jive Records (Zomba)         | — | — | — | — | US18 (16 Wo.)US | Erstveröffentlichung: 3. September 2002                       |
| 2018 | LøVë Z Entertainment (Sony)                      | — | — | — | — | — | Erstveröffentlichung: 16. Februar 2018                        |
| 2022 | Blacklisted Rakkaus Records (RR)                 | — | — | — | — | — | Erstveröffentlichung: 7. November 2022                        |
| 2024 | Recovery Classic Modern Entertainment (CME)      | — | — | — | — | — | Erstveröffentlichung: 24. Mai 2024                            |

## Filmografie
- 2001: Rocket Power (Fernsehserie, Folge 2.07, Stimme)
- 2001: Sabrina – Total Verhext! (Sabrina, the Teenage Witch, Fernsehserie, Folge 5.17)
- 2001: Lizzie McGuire (Fernsehserie, Folge 1.07)
- 2002–2003: Liberty’s Kids (Fernsehserie, 2 Folgen, Stimme)
- 2003: Family Affair (Fernsehserie, Folge 1.12)
- 2004: Eine himmlische Familie (7th Heaven, Fernsehserie, Folgen 9.03–9.04)
- 2004: Fat Albert
- 2005: Supercross
- 2005: Popstar – Aller Aufstieg ist schwer… (Popstar)
- 2006: I Want Someone to Eat Cheese With
- 2016: Angie Tribeca (Fernsehserie, Folge 2.07)

## Auszeichnungen
Aaron Carter steht als jüngster Sänger, der eine Platin-Schallplatte erhielt, im Guinness-Buch der Rekorde.